# 日本医師会
日本医師会（にほんいしかい、英: Japan Medical Association、英略称: JMA）は、日本の医師による団体。公益社団法人。
本部は東京都文京区本駒込2-28-16に所在する（日本医師会館）。略称は日医（にちい）。
世界医師会には、1951年の第5回ストックホルム総会において加盟した。
本会・日本歯科医師会・日本薬剤師会を合わせて「三師会」と称する。
医道の高揚、医学教育の向上、医学と関連科学との総合進歩、医師の生涯教育などを目的としており、その目的を達成するため医師の生涯教育や公開の健康セミナーなどの学術活動、医療・保健・福祉を推進するための医療政策の確立、生命倫理における諸問題の解決などの幅広い公益事業を行っている。
地域単位である「各都道府県医師会」と各「地区（市・郡・区・大学）医師会」があるが、別法人である。
分野単位である各「～科医会」は、直接の関係はない。
学術団体である「日本医学会」と各分科「学会」とは、ほぼ別個の組織である。日本医師会設立時の日本医師会定款にて、日本医学会は法人上は日本医師会下に設置とされた経緯がある。
政治団体である日本医師連盟の事実上の母体である。
また、自由民主党の支持母体で政治組織である日本医師連盟を通して政治活動を行っており、2021～2023年の3年間で6億5000万円を献金している（献金額は業界団体・政治団体で最大）。選挙の際、自民党支持を2020年当時の中川会長は公言していたが、民主党支持をしていたこともあった。
医師年金を運営している。

## 沿革

### 誕生まで
明治になって洋方医が増えるに従い、全国各地に互いの研修や親睦を目的に任意の業種団体が設立された。時代と共に組織の法定化を要望する声が高まり、1906年（明治39年）、1）医師会を郡市区医師会及び道府県医師会の2種類とする、2）官公立病院以外の医療施設で医業に従事する医師は全てその所在地の郡市区医師会員になり、道府県医師会が設立されれば管内の郡市区医師会員は自動的にその会員になる、内務省令の医師会規則により規定された。
更に1922年の改正医師会令では、a）日本医師会は、五道府県以上の医師会長が設立委員になって会則案を作成し、道府県医師会の3分の2以上の同意を得た上で設立総会を開き、その議決を経て設立することが出来る、b）日本医師会の総会は、道府県医師会がその会員である郡市区医師会の会員中より選んだ日本医師会議員を以て組織する、とされた。
1924年3月31日発行の内務省衛生局資料には、「医師会並に医学会の起源は明治8年、松山棟庵、佐々木東洋等数十名の発起に由りて成立せる“医学会社”なるべし。次で1882年、高木兼寛等の“成医会”及び田口和美等の“興医会”が起り、1883年に佐野常民、長與專齋等「大日本私立衛生会」を、1886年には北里柴三郎が「東京医会」を設立した。その後、1906年5月2日に医師法が発布されて法定の府県郡市区医師会が誕生し、更に1923年3月に至って医師法が改正され、法定の日本医師会が設立したと記されている。
これに先立ち、1916年に高木兼寛や北里柴三郎などにより初めての全国的組織である大日本医師会（会長：高木兼寛）が設立されたが、1919年の医師会令公布により郡市区医師会、道府県医師会が次々と法的に整備された為、その上部機構である大日本医師会も法定化を急ぐべきとの意見が高まり、医師会令も改正され、1923年11月25日、日本医師会創立総会が開催され、北里柴三郎を初代会長として、ここに法定の日本医師会が誕生した。
1939年に第二次世界大戦が勃発すると、 1942年には日本医療団令、改正医師会令が公布され、翌年、日本医師会は解散となり日本医療団総裁稲田龍吉を官選会長とする新正日本医師会が作られた（1943年1月22日）。
敗戦後、1946年に中山寿彦会長以下新役員を選出して日本医師会改組審議会を発足、新制医師会設立要綱を作成し、翌年には「設立準備委員会」（委員長榊原亨以下7名）を設けた。しかし、突然、中山日医会長ら13名がGHQから呼び出され、戦争協力者に対する公職追放を医師会役員にも適用するという通告を受けた。そこで榊原委員長名を以て「昭和17年国民医療法施行後、昭和22年までの日本医師会の会則上の役員、及び都道府県医師会の支部長（副支部長以下は非該当）は、新制医師会の役員たることを自発的に辞退すべきこと」という要望を都道府県医師会に伝え、全医師会が要望を受け入れ、1947年11月1日、高橋明を会長とする新制社団法人日本医師会が誕生した。
- 出典は日本医事史

### 年表
- 1947年11月 - 新制日本医師会設立認可。
- 1948年03月 - 新制日本医師会会長に高橋明を選出。日本医師会と日本医学会統合。
- 1950年03月 - 日本医師会会長に日本医学会会長の田宮猛雄を選出。
- 1951年09月 - 「医師の倫理」策定。
- 1956年04月 - 医薬分業制度に反対して各地で保険医を脱退する戦術を採る[5]。
- 1975年10月 - 世界医師会東京総会開催。武見太郎日本医師会長が世界医師会長に就任。
- 1987年04月 - 日本医師会生涯教育制度発足。
- 1988年01月 - 日本医師会生命倫理懇談会「脳死は人の死」とする最終報告とりまとめ。
- 1989年03月 - 日本学校保健会との共同で『漫画ヘルシー文庫シリーズ』の監修に参加（大塚ホールディングスの企業メセナ活動として発行）。
- 1990年02月 - 日本医師会館移転。
- 1990年04月 - 日本医師会認定産業医制度発足。
- 1991年04月 - 日本医師会認定健康スポーツ医制度発足。
- 1995年01月 - 阪神淡路大震災(救援活動展開)。
- 1997年04月 - 日本医師会総合政策研究機構（日医総研）創設。
- 1997年11月 - 平成設立50 周年記念式典（天皇・皇后臨席）。
- 2000年04月 - 「医の倫理綱領」策定（「医師の倫理」全面改定）。
- 2000年10月 - 坪井栄孝日本医師会長が世界医師会長に就任。
- 2003年05月05日 - 機関紙『日医ニュース』が通巻1000号を達成[6]。
- 2003年08月 - 日本医師会治験促進センター発足。
- 2004年10月 - 世界医師会東京総会開催。
- 2007年01月 - 日本医師会女性医師バンク開設。
- 2011年03月 - 東日本大震災（救援活動展開）。
- 2013年04月01日 - 公益法人改革に伴い、「公益社団法人日本医師会」となる[7]。
- 2017年10月- 横倉義武日本医師会長が第68代世界医師会長に就任。
- 2020年04月 - 新型コロナウイルス感染症に対応する有識者会議を設立[8]。

## 会員
日本における医師であれば誰でも入会することができる。入会は任意であり、日本弁護士連合会等のような強制加入団体ではない。
会員数は2023年12月1日現在で175,933人、2024年7月末現在で177,170人（有資格者の約8割強）である。2023年12月1日現在における数値での内訳は、診療所開設者（開業医）：69,058人、病院開設者：3,898人、管理者等：9,338人、勤務医等：93,639⼈となっており、比率としては、開業医4割（69,058人）：非開業医6割（106,875人）となっている。（「開業医と勤務医」と「日本医師会」の批評は後述）
会員へは医師資格証（医師資格証明ICカード。電⼦処⽅箋を発⾏するため電⼦署名の際に必要）が無料で発行・更新が付与される（非会員は発行・更新に費用がかかる）事や「日本医師会医師賠償責任保険」加入などの特典がある。
勤務形態で以下のように階級分類されている。またさらに会の保険（日本医師会医師賠償責任保険）加入の有無にて区分されている。
- A会員（A(1)会員）：医療施設の開設者・管理者、およびそれに準ずる会員
- B会員（A(2)会員B）：勤務医および大学（医育機関）医師
- C会員（A(2)会員C）：医師法に基づく研修医

なお、「日本医師会」の会員になるためには、規約で各「都道府県医師会」と「地区（市・郡・大学）医師会」の3つにそれぞれ全て同時入会しなければならない。（都道府県医師会に⼊会するためには市郡等医師会員であること、⽇本医師会に⼊会するためには都道府県医師会員であることが必要）
特に入会窓口である各地区（市・群・大学）医師会のおいて、医学部/医科大学に設置され大学所属勤務医師で構成されている「～大学医師会」は入会金は数万程度で入会手続きも一般公開されている場合がほとんどであるが、「～市医師会」「～区医師会」等の「～市・群医師会」の入会費用は「入会金」の他に「入会協力金」等を称する付則費用もあり総額にして数百万円になる場合もあり、また入会費用も一般公開されておらず入会希望時において希望医師に個別案内としている場合がほとんどとなっている。また各「～市・群医師会」入会は申請だけで認められず各「～市・群医師会」医師会の承認が必要とされていることがほとんどである。また入会後の年会費は「日本医師会」、各「都道府県医師会」、各「地区医師会（市・群・大学）」それぞれ全てに納付することとなり、年会費総額は数十万円となる場合がほとんどである。特に新規開業をしようとする医師が、地域の「～市・群医師会」医師会への入会を希望した場合に、地区医師会が入会を認めないことや高額な入会金の要求等での入会条件を困難にすることで新規開業を不当に制限したりすることは私的独占の禁止及び公正取引の確保に関する法律（独占禁止法）における違反事項と公正取引委員会にて勧告されている。
特に各学校や国及び地方自治体からの予防接種・健康診断・がん検診事業は、基本的に営利事業ではないとされていることより、医療機関個々の公募入札で依頼選定されるのではなく、各都道府県医師会や各地区医師会への依頼委託となっている場合がほとんどであり、医師会会員の医師でほぼ独占委託となっており、特に開業医が医師会に入会して会員になる大きなメリットとされている。ただ過去にはインフルエンザ予防接種料の価格カルテルで公正取引委員会から排除措置命令が出された地区医師会もある。近年の新型コロナウイルスワクチンの予防接種では国及び地方自治体から医師会へ集合委託契約がなされ医師会会員でのほぼ事業独占とされている。

## 組織

### 都道府県医師会・地区医師会
各都道府県医師会と、それを構成する各地区医師会と、各大学医師会は、いずれも独立した公益法人であるが、日本医師会の下部組織である。

### 役員
以下で構成されている。
- 会長
- 副会長
- 常任理事
- 理事
- 監事
- 代議員

各「都道府県医師会」より選出される。

### 会長
日本医師会の会長は医師会員の代表決議機関である日本医師会代議員会で代議員による選挙により選出され、任期は約2年間である。この代議員は都道府県医師会から選挙で選出されるため、会長の選出は医師会内の政治的影響が強く、日本医学会会長でもあった東京大学医学部長田宮猛雄会長以降は、大学教授からではなく開業医である各都道府県医師会長から選出されている。
1950年には参議院議員でもあった谷口弥三郎会長が旧優生保護法（現母体保護法）の制定に尽力し、母体保護法指定医師の認定を厚生省（現厚生労働省）や日本産科婦人科学会ではなく各「各都道府県医師会」が行うこととなった。また日本産婦人科医会を設立する。
1957年から連続13期25年間と歴代最長期間会長を務めた武見太郎会長は、医師会代表として保険医総辞退、全国一斉休診（事実上のストライキ）を強行するなど、開業医らの利益のための圧力団体の長として、膨張し続ける医療費削減や開業医の優遇是正を目指す旧厚生省官僚との対決を辞さない強い姿勢から喧嘩太郎と呼ばれた。
2006年、前年の第44回衆議院議員総選挙で郵政民営化反対派を支援して当時の内閣総理大臣（自由民主党総裁）小泉純一郎らから「抵抗勢力」と見なされた会長植松治雄が、政府与党との関係修復を強調した東京都医師会長唐澤祥人に敗れ、一期のみで退陣した。
2020年、新型コロナウイルス感染症の世界的なパンデミックの最中、政権与党とのパイプがあり調整型の会長として5期目を目指した横倉義武を、政府に対する批判も辞さない論客と言われた中川俊男が破り、会長となった。中川は任期中は新型コロナウイルス対策に忙殺されて目立った実績を残せず、加えて新型コロナウイルス対策を巡って数々の発言が物議を醸した上に自身の醜聞などもあり、世論や政財界から医師会への信頼低下を招く要因となり、また医師会が強硬に抵抗していたリフィル処方箋導入が決定したことで、運営手腕に対する疑念や反発から医師会内部で支持を失ったことで、一期のみでの退陣を余儀なくされた。
2022年、中川氏が一期で勇退。埼玉県医師会の松本吉郎氏と大阪府医師会の松原謙二氏の会長選の争いになり、松本氏310票、松原氏64票で松本氏が第21代会長となった。2年後の2024年会長選においても両氏は立候補したが、松本氏が334票、松原氏が38票となり、二期目の就任となった。
| 代数 | 氏 名      | 学歴                                               | 在 任           | 主な前職                                 |
| ---- | ---------- | -------------------------------------------------- | --------------- | ---------------------------------------- |
| 初代 | 北里柴三郎 | 旧制官立東京医学校（現在の東京大学医学部）卒       | 1916年 - 1931年 | 北里研究所所長                           |
| 2代  | 北島多一   | 東京帝国大学医科大学卒                             | 1931年 - 1943年 | 慶應義塾大学医学部長                     |
| 3代  | 稲田龍吉   | 帝国大学医科大学（現在の東京大学医学部）卒         | 1943年 - 1946年 | 東京帝国大学教授                         |
| 4代  | 中山寿彦   | 東京帝国大学卒                                     | 1946年 - 1948年 | 東京都医師会長                           |
| 5代  | 高橋明     | 京都帝国大学福岡医科大学（現在の九州大学医学部）卒 | 1948年 - 1950年 | 東京帝国大学医学部長                     |
| 6代  | 田宮猛雄   | 東京帝国大学卒                                     | 1950年          | 東京帝国大学医学部長                     |
| 7代  | 谷口弥三郎 | 熊本医科大学（現在の熊本大学医学部）卒             | 1950年 - 1952年 | 熊本県医師会長                           |
| 8代  | 田宮猛雄   | 東京帝国大学卒                                     | 1952年 - 1954年 | 東京帝国大学医学部長                     |
| 9代  | 黒澤潤三   | 東京帝国大学卒                                     | 1954年 - 1955年 | 東京都医師会長                           |
| 10代 | 小畑惟清   | 東京帝国大学卒                                     | 1955年 - 1957年 | 東京都医師会長                           |
| 11代 | 武見太郎   | 慶應義塾大学医学部卒                               | 1957年 - 1982年 | 日本医師会代議員                         |
| 12代 | 花岡堅而   | 旧制新潟医科大学（現在の新潟大学医学部）卒         | 1982年 - 1984年 | 長野県医師会長                           |
| 13代 | 羽田春兔   | 北海道帝国大学卒                                   | 1984年 - 1992年 | 東京都医師会長                           |
| 14代 | 村瀬敏郎   | 慶應義塾大学医学部卒                               | 1992年 - 1996年 | 日本医師会副会長、東京都医師会理事       |
| 15代 | 坪井栄孝   | 日本医科大学医学部卒                               | 1996年 - 2004年 | 日本医師会副会長、福島県医師会常任理事   |
| 16代 | 植松治雄   | 大阪大学医学部卒                                   | 2004年 - 2006年 | 大阪府医師会長                           |
| 17代 | 唐澤祥人   | 千葉大学医学部卒                                   | 2006年 - 2010年 | 東京都医師会長                           |
| 18代 | 原中勝征   | 日本大学医学部卒                                   | 2010年 - 2012年 | 茨城県医師会会長、東京大学助教授         |
| 19代 | 横倉義武   | 久留米大学医学部卒                                 | 2012年 - 2020年 | 日本医師会副会長、福岡県医師会会長       |
| 20代 | 中川俊男   | 札幌医科大学医学部卒                               | 2020年 - 2022年 | 日本医師会副会長、北海道医師会常任理事   |
| 21代 | 松本吉郎   | 浜松医科大学医学部卒                               | 2022年 -        | 日本医師会常任理事、埼玉県医師会常任理事 |

## 公益活動
国民に直接的な公益活動である災害医療チームや治験促進センター等の活動と、会員である医師への研修等により保健医療を充実させる活動を行っている。

### 日本医師会災害医療チーム
日本医師会災害医療チーム（JMAT）は、2011年に日本医師会により組織された災害医療チームである。厚生労働省が設置する災害派遣医療チーム（DMAT）は、発災後72時間までの活動を前提した災害の急性期活動を担うものに対し、それ以降の災害医療を担っている。東日本大震災における医療支援活動では、避難所の状況把握と改善、在宅患者・避難者の医療・健康管理を行い、今なお続く避難生活に重要な役割を果たしている。なお、東日本大震災では米軍による支援活動「トモダチ作戦」が大きな成果を上げたが、その先駆けが日本医師会による被災地への医薬品の輸送であったとされている。

### 日本医師会治験促進センター
日本医師会治験促進センターは、2003年に設立され、海外では既に承認されている、あるいは既に標準薬として確立されている薬物で、わが国の臨床現場でも必要性があるが、採算性等の理由により製薬企業が治験を行わない薬物への治験のため、医師主導治験の実施支援及び大規模治験ネットワークの構築・整備等を行っている。

### 日本医師会生涯教育制度
日本医師会生涯教育制度は、1987年に、医師の生涯学習の支援体制整備を目的として発足し、カリキュラムに基づいた講習会への参加、e-ラーニング、体験学習、学会参加・発表、論文執筆等の業績・結果を評価し、基準に達した医師には日本医師会長が日医生涯教育認定証を交付している。

### 日本医師会認定産業医制度
日本医師会認定産業医制度は、1990年に、産業医の資質向上と地域保健活動の一環である産業医活動の推進を図るために発足した。所定のカリキュラムに基づく研修を修了した医師を日本医師会認定産業医として認定しており、5年毎に更新が行われている。日本医師会認定産業医は、労働安全衛生規則において産業医になるための要件として位置づけられている。

### 日本医師会認定健康スポーツ医制度
日本医師会認定健康スポーツ医制度は、1991年に、運動を行う人に対して医学的診療のみならず、メディカルチェックや運動処方を行い、各種運動指導者等に指導助言を行い得る医師を養成するために発足した。所定のカリキュラムに基づく講習を修了した医師を日本医師会認定健康スポーツ医として認定しており、5年毎に更新が行われている。

### 日本医師会医学図書館
日本医師会医学図書館は、著作権法上、大学附属図書館と同じく資料の複製が認められる図書館であり、専門雑誌や書籍などの資料を揃えている。また、日本医学図書館協会等の相互利用ネットワークにより、全国の大学附属図書館や専門図書館、海外の図書館との連携を行っている。

### 日本医師会女性医師支援センター
日本医師会女性医師支援センターは、2006年に活動を開始し、「女性医師バンク」による就業継続、復帰支援（再研修を含む）や、講習会への託児サービス併設促進と補助等を行い、女性医師の活躍を支援している。

## 綱領
2000年4月1日に医の倫理綱領、2013年6月26日に日本医師会綱領を定めている。

### 医の倫理綱領
医学および医療は、病める人の治療はもとより、人びとの健康の維持もしくは増進を図るもので、医師は責任の重大性を認識し、人類愛を基にすべての人に奉仕するものである。
1. 医師は生涯学習の精神を保ち、つねに医学の知識と技術の習得に努めるとともに、その進歩・発展に尽くす。
2. 医師はこの職業の尊厳と責任を自覚し、教養を深め、人格を高めるように心掛ける。
3. 医師は医療を受ける人びとの人格を尊重し、やさしい心で接するとともに、医療内容についてよく説明し、信頼を得るように努める。
4. 医師は互いに尊敬し、医療関係者と協力して医療に尽くす。
5. 医師は医療の公共性を重んじ、医療を通じて社会の発展に尽くすとともに、法規範の遵守および法秩序の形成に努める。
6. 医師は医業にあたって営利を目的としない。

### 日本医師会綱領
日本医師会は、医師としての高い倫理観と使命感を礎に、人間の尊厳が大切にされる社会の実現を目指します。
1. 日本医師会は、国民の生涯にわたる健康で文化的な明るい生活を支えます。
2. 日本医師会は、国民とともに、安全・安心な医療提供体制を築きます。
3. 日本医師会は、医学・医療の発展と質の向上に寄与します。
4. 日本医師会は、国民の連帯と支え合いに基づく国民皆保険制度を守ります。

以上、誠実に実行することを約束します。
このほか2004年に医師の職業倫理指針が定められ、以降2008年の改訂版、2016年の第3版と改訂が行われている。

## 批評

### 高齢者医療費増大を巡る論争
少子高齢化によって、高齢者の医療費1割負担や無償の継続に不可能なために改革を即座に行う必要性が指摘されている。小泉政権の改革前には高齢者医療費は現役世代の4倍であり、全世代からの保険料収入を総医療費支出が約6万円も上回っていた。国民1人当たり6万円の赤字のために全体で毎年約7兆円赤字の状態かつ、増加傾向にある。そのため、小泉純一郎は「聖域なき構造改革」を掲げ、少子高齢化による医療費増大を抑制する必要があるとして、医療制度改革をいくつか行った。それでも2019年時点で医療費が右肩上がりを続け、過去最高の42兆6000億円となっている。それでも非課税世帯の高齢者のみを除いた全世代の医療費負担を現役世代と統一する抜本的改革などが求められている。
小泉政権の医療改革に対して、日本医師会は「世界保健機関（WHO）が加盟191カ国の保健医療システムについて比較した結果、総合評価では、日本が世界で一位」「経済協力開発機構（OECD）の調査では、国内総生産（GDP）に対する総医療費の比率は、日本は先進国の中で最も低いレベル」などを挙げて反対した。また、米国の医療はGDP比14%にも上る高額の医療費を使いながらWHOの総合評価は37位であり、これは民間医療保険であるが故の高額な患者負担に対して医療が見合っておらず、保険に加入できない国民が4000万人にも達していると主張した。
小泉内閣は「聖域なき構造改革」への世論の支持を背景に、経済財政諮問会議は規制改革に関する基本方針を発表した。その骨子と医師会の意見は以下である。小泉総理は患者・医療機関・保険者の「三方一両損」による改定を指示した。株式会社の医療参入に対しては、実利追求型の企業論理が横行して医療倫理が崩壊する。『医療というのは儲かるらしいから俺たちにも一枚噛ませろ』と言う連中に医療を任せてはいけないとした。医療費総額の伸びの抑制に対しては、出血は止めなければならない、診療報酬改定は実質マイナスで構わないと認めた。公的保険による診療と自由診療（保険外診療）との併用（混合診療）に対しては、風邪引き腹痛など、誰にでも必要になる医療ほど保険でカバーすべきであり、それを実現している皆保険制度を維持すべきである一方、生殖医療や遺伝子治療など、誰もが利用するわけではない医療や、患者が選択できる医療については、自己負担・民間保険を考えるべきと賛成した。保険者と医療機関との直接契約に対して、平等性が崩壊し、フリーアクセスが崩壊するとした。

### 勤務医による批判
日本医師会は「診療報酬にしか興味がない圧力団体である」との批判もある。「誰も書かなかった日本医師会」（水野肇 著）では、過去に日本医師会を牛耳っていた会長武見太郎が、著者に対して「会員の3分の1は欲張り村の村長だ」と述べたとの記述がある。
日本医師会自身も2012年の定例記者会見で、日本医師会の現状が開業医のための団体になっていることを認め、「多くの勤務医にとって、相変わらず医師会は疑念の対象で、診療報酬でも冷遇されてきた」「B会員として勤務医は冷遇され議決権もない」「医療安全調査委員会設置問題でも勤務医の考えを分かっていない」「幹部が開業医ばかりで勤務医の意見を聞かない」と考えていると述べている。「確かに変わった」と勤務医たちから感じられる方策が、日本医師会には必要と指摘されている。
日本医師会の最高意思決定機関は代議員会だが、その代議員の選挙が都道府県医師会に委託されているため、階層的組織である現況のもと、必然的に長年会務に携わった比較的高齢の会員のみで構成され、若手の会員からは甚だしく年齢構成が偏っているとの批判がある。一方で若い医師は、業務に多忙であり、無給ボランティアに限りなく近い、医師会業務を嫌う会員が大半である。更に高い年齢層だけでなく、勤務医など非開業医は日医会員の6割を占めているが、開業医らが代議員の大半（開業医9割：非開業医1割）を占めている。

### 他医療団体との対立
医療費削減の流れで削減が見込まれる報酬を確保する動きもあり、診療報酬改定時には他医療職団体を批判する発言を幹部が行い、たびたび波紋を引き起こしている。医科である診療報酬とは別に、調剤報酬について意見する事例もみられ、2013年には大手調剤薬局チェーンの役員報酬が6億円超との報道を受け、「医師は粥すすり、薬剤師はすき焼き三昧」と日本薬剤師会の学術大会である日本薬剤師会学術大会で発言し、波紋を呼んだ。
2015年には、ドラッグストアチェーンが「薬のカルテ」と呼ばれる薬剤服用歴（薬歴）を記載せずに患者へ薬を出していたことを受け、これまで積極的に関与してこなかった薬剤師の調剤報酬の改定にも積極的に関与する方針を示し、「行きすぎた医薬分業、押し戻す」と発言して、中医協において医薬分業批判を行った。
薬局業界から提起された診療所での医師の無資格調剤批判に対して、「医師の指示があれば問題ない。薬剤師とは法の組み立て異なる」と、診療所において無資格調剤がある事を認めた上、診療所の無資格調剤は問題ない旨の発言をした。これに対して、日本薬剤師会から「調剤は少なくとも薬剤師の仕事」「誤解が生じているのではないか」と反論されるなど、波紋を引き起こす事になった。2016年にも、日本医師会傘下の日本医師会総合政策研究機構が同様の発表をし、日本薬剤師会が「医師の調剤行為は例外を除き禁止である」と反論するなど、再び波紋を呼んだ。なおこの件に関しては、昭和47年及び昭和59年の国会答弁内で「医師の監督権はない」と厚生大臣や局長が答弁している。
2017年、中医協の場で医師会所属の委員は大手調剤薬局の社名を名指し、「患者からの同意を得たかかりつけ薬剤師が不在の時、他の薬剤師が対応し、かかりつけ料を算定していないか心配だ」などと不正請求の疑惑をかける発言をした。これに対して、大手調剤薬局が委員の発言を全否定するプレスリリースを出すという異例の事態を招いている。
2018年7月5日に開催された厚生科学審議会・第4回医薬品医療機器制度部会において、これからの薬剤師の在り方に対する議論をする際、日本医師会副会長である委員が「医薬分業自体を見直す時期に来ているのではないか」と発言、2015年3月12日に開催された内閣府の規制改革会議内で「医薬分業を推進すべき」とした意見とは正反対の意見を表明し、過去の議論を蒸し返すような発言をした。
2018年7月25日の同審議会でも「医薬分業の根本的な議論をすべきという議論が多々あったと思うが、それはどのように反映されるのか」と指摘、さらに「薬剤師が働きを変えれば医薬分業のメリットが感じられるとは誰も言っていない」と、不満を述べた。また今まで発言してこなかった病院薬剤師においても「病院薬剤師が輝いていない」と発言し異論が噴出、他の委員から「病院の薬剤師は輝いて活躍している」と反論を受けた。
2023年6月12日に行われた、第5回医薬品の販売制度に関する検討会は零売薬局の代表が参考人として出席して行われた。この中で薬剤師が処方箋医薬品以外の医薬品を販売することについて、法的に可能であるにもかかわらず日本医師会常任理事であった委員が、それをキャッチフレーズにしているのであれば、それは薬剤師法第23条に失格となる。医道審議会にかけなければならないという旨の発言をした。

## 関連組織
- 欧州日本人医師会(JMAE)は、日本医師会のヨーロッパの活動を行う組織。
- 日本医師会総合政策研究機構は、1）国民に選択される医療政策の企画・立案、2）国民中心の合意形成過程の創出、3）信頼ある情報の提供を達成することを目的として活動している。

- 日本医師連盟は、日本医師会会員相互の全国的連絡協調の下に、日本医師会の目的を達成するために必要な政治活動を行うことを目的として活動している。

## 日本医師会館

### 所在地
地上6階、地下2階。
- 郵便番号 113-8621（113-0021）
- 東京都文京区本駒込2-28-16

### 交通
- JR山手線駒込駅より徒歩約10分
- 東京メトロ南北線駒込駅より徒歩約10分
- 都営地下鉄三田線千石駅より徒歩約8分

## 事務局職員
日本医師会館には事務局職員が勤務しており、事務局長は宮嵜雅則。日本医師会の事務局職員は厚生労働省等の官僚出身者もおり、政策担当やロビー活動を行う一部職員は、日本経済団体連合会同様、官僚になぞらえて「民僚」とも呼ばれ、記者会見の想定問答や政策提言の文案の作成などの事務作業を一手に引き受けている。

## 刊行物
- 『日本医師会雑誌』（月刊）ISSN 0021-4493
1921年創刊。全会員に配付される機関誌。年2回特別号を発行。（発行部数約17万部）
- 『日医ニュース』（半月刊）
1964年創刊。全会員に配付される医政の分野を扱うニュースレター。（発行部数約17万部）
- 『JMA Journal』
1958年創刊。旧「Asian Medical Journal」。英文総合医学雑誌。アジアを中心に発行。学術論文を中心とした学術誌であった。
2001年より「Japan Medical Association Journal：JMAJ」として日本医師会の活動報告を中心に、日医雑誌や日医総研レポートから選出された記事等を掲載。（発行部数約1,500部）
2016年12月を最後に休刊し、JMA Journalとしてオンラインでの公表に移行した。
- 『国民医療年鑑』（年刊）
日本医師会編、春秋社発行。1964年創刊-2006年。日本医師会の主張、施策、諸活動を中心に編纂。
- 『日本医師会年次報告書』（年刊）
日本医師会編、東京法規出版発行。2007年創刊-2014年。国民医療年鑑の後継誌。

- 『ドクタラーゼ』（季刊）
2012年創刊。医学生向けフリーペーパー。（発行部数約7万部）

## 広報活動
- 医学講座
- 話題の医学
- 健康増進時代 → Oh!診 → からだ元気科（日テレ系列）
- beメディカル → 鳥越俊太郎 医療の現場!（BS朝日）
提供番組。基本的に1社提供だが、実際はそれと大手製薬会社（週交替）の2社提供となっている（詳細はそれぞれの該当記事を参照）。
- ドスペ! - 2006年10月から2007年4月まで（複数社提供）
- モクスペ - 2007年4月から（複数社提供）
- 知っとこ! - （複数社提供）→にじいろジーン-（複数社提供）※2014年3月29日で降板
- 朝だ!生です旅サラダ - （複数社提供）※2014年3月29日で降板
- おもしろニュースグランプリ - 2006年（複数社提供）
- 大改造!!劇的ビフォーアフター - 2010年9月まで（複数社提供）
- シルシルミシルさんデー - 2010年10月から（複数社提供）
- 地球絶景紀行 - (複数社提供)
- 誰も知らない泣ける歌 - （複数社提供）
- 夢!どうぶつ大図鑑 - （複数社提供）
- おはよう!日曜診療所 - 1社提供（BS日本）※2014年4月からの新番組
- 長野祐也の医療界キーパーソンに聞く（アール・エフ・ラジオ日本 複数社提供 2013年12月まではCMも提供していたが、2014年1月以後はクレジットのみ）
- 「日本医師会 赤ひげ大賞」 - 平成24年度から産経新聞社と共同で主催して、地域医療現場で長期に住民の健康生活を支え、その地域のまちづくりに寄り添った活動を続けている医師を顕彰している[29]。

## 事件・不祥事など
産業医認定に必要となる研修を受講済みであることを証明する「単位シール」が、フリマサイトに出品されていたことが2023年9月に明らかになった。日本医師会は「産業医制度の根幹を揺るがすものであり容認できない」とコメントしており、警視庁に相談することも検討している。